# Мужская сборная Латвии по баскетболу 3×3
Мужская сборная Латвии по баскетболу 3×3 (латыш. Latvijas 3x3 basketbola izlase) представляет Латвию на международных соревнованиях по баскетболу 3×3. Управляющим органом является Латвийская ассоциация баскетбола. Команда является чемпионами летних Олимпийских игр 2020.
По состоянию на 16 августа 2024, мужская сборная Латвии по баскетболу 3×3 занимает 8-е место в мировом рейтинге ФИБА мужских сборных по баскетболу 3×3.

## Результаты выступлений
| Турнир                             | Золото | Серебро | Бронза | Всего |
| ---------------------------------- | ------ | ------- | ------ | ----- |
| Олимпийские игры                   | 1      | 0       | 0      | 1     |
| Чемпионат мира по баскетболу 3×3   | 0      | 1       | 1      | 2     |
| Чемпионат Европы по баскетболу 3×3 | 1      | 2       | 1      | 4     |
| Европейские игры                   | 1      | 1       | 0      | 2     |
| Итого                              | 3      | 4       | 2      | 9     |

### Летние Олимпийские игры
| Год        | Место | Игры | Победы | Поражения | Состав команды                                                |
| ---------- | ----- | ---- | ------ | --------- | ------------------------------------------------------------- |
| Токио 2020 | 1     | 10   | 7      | 3         | Эдгарс Круминьш, Карлис Ласманис, Наурис Миезис, Агнис Чаварс |
| Париж 2024 | 4     | 9    | 7      | 2         | Карлис Ласманис, Наурис Миезис, Зигмарс Раймо, Францис Лацис  |

### Чемпионат мира по баскетболу 3×3
| Год            | Место          | Игры           | Победы         | Поражения      | Состав команды                                                  |
| -------------- | -------------- | -------------- | -------------- | -------------- | --------------------------------------------------------------- |
| Афины 2012     | 18             | 5              | 1              | 4              | Ervīns Jonāts, Kristaps Kanbergs, Эдгарс Круминьш, Lauris Mizis |
| 2014—2017      | не участвовали | не участвовали | не участвовали | не участвовали | не участвовали                                                  |
| Bocaue 2018    | 6              | 5              | 4              | 1              | Агнис Чаварс, Эдгарс Круминьш, Карлис Ласманис, Наурис Миезис   |
| Амстердам 2019 | 2              | 7              | 4              | 3              | Агнис Чаварс, Эдгарс Круминьш, Карлис Ласманис, Наурис Миезис   |
| Антверпен 2022 | 6              | 6              | 4              | 2              | Агнис Чаварс, Карлис Ласманис, Наурис Миезис, Artūrs Strēlnieks |
| Вена 2023      | 3              | 8              | 6              | 2              | Францис Лацис, Агнис Чаварс, Карлис Ласманис, Наурис Миезис     |

### Чемпионат Европы по баскетболу 3×3
| Год            | Место          | Игры           | Победы         | Поражения      | Состав команды                                                  |
| -------------- | -------------- | -------------- | -------------- | -------------- | --------------------------------------------------------------- |
| 2014—2016      | не участвовали | не участвовали | не участвовали | не участвовали | не участвовали                                                  |
| Амстердам 2017 | 1              | 5              | 4              | 1              | Агнис Чаварс, Эдгарс Круминьш, Карлис Ласманис, Наурис Миезис   |
| Бухарест 2018  | 2              | 5              | 4              | 1              | Агнис Чаварс, Эдгарс Круминьш, Карлис Ласманис, Наурис Миезис   |
| Дебрецен 2019  | 10             | 2              | 0              | 2              | Агнис Чаварс, Эдгарс Круминьш, Карлис Ласманис, Наурис Миезис   |
| Париж 2021     | 20             | 3              | 1              | 2              | Kārlis Apsītis, Klāvs Dubults, Dāvis Gūtmanis, Kārlis Žunda     |
| Грац 2022      | 2              | 5              | 4              | 1              | Агнис Чаварс, Эдгарс Круминьш, Карлис Ласманис, Наурис Миезис   |
| Иерусалим 2023 | 3              | 5              | 4              | 1              | Францис Лацис, Карлис Ласманис, Mārcis Osis, Зигмарс Раймо      |
| Вена 2024      | 9              | 2              | 0              | 2              | Kārlis Apsītis, Kristaps Gluditis, Francis Lacis, Зигмарс Раймо |

### Европейские игры
| Год         | Место          | Игры           | Победы         | Поражения      | Состав команды                                                     |
| ----------- | -------------- | -------------- | -------------- | -------------- | ------------------------------------------------------------------ |
| 2015        | не участвовали | не участвовали | не участвовали | не участвовали | не участвовали                                                     |
| Минск 2019  | 2              | 6              | 4              | 2              | Armands Ginters, Roberts Pāže, Armands Seņkāns, Mārtiņš Šteinbergs |
| Краков 2023 | 1              | 6              | 5              | 1              | Kārlis Apsītis, Kristaps Gludītis, Gustavs Lācis, Зигмарс Раймо    |